# Montabliz
Montabliz es una localidad despoblada del municipio de Bárcena de Pie de Concha, en Cantabria (España). Se encuentra a una distancia de 6 km de la capital del municipio y tiene una altitud de 490 m s. n. m. Hoy en día el nombre de Montabliz se identifica con el bosque y el lote de caza en el que está incluido, dentro de la Reserva Nacional de Caza del Saja.
Asimismo, la infraestructura más importante de la autovía Cantabria-Meseta, el viaducto de Montabliz, toma su nombre de esta localidad. El pueblo de Montabliz llegó a tener una estación de ferrocarril que aún se conserva pero en la que los trenes ya no efectúan parada.

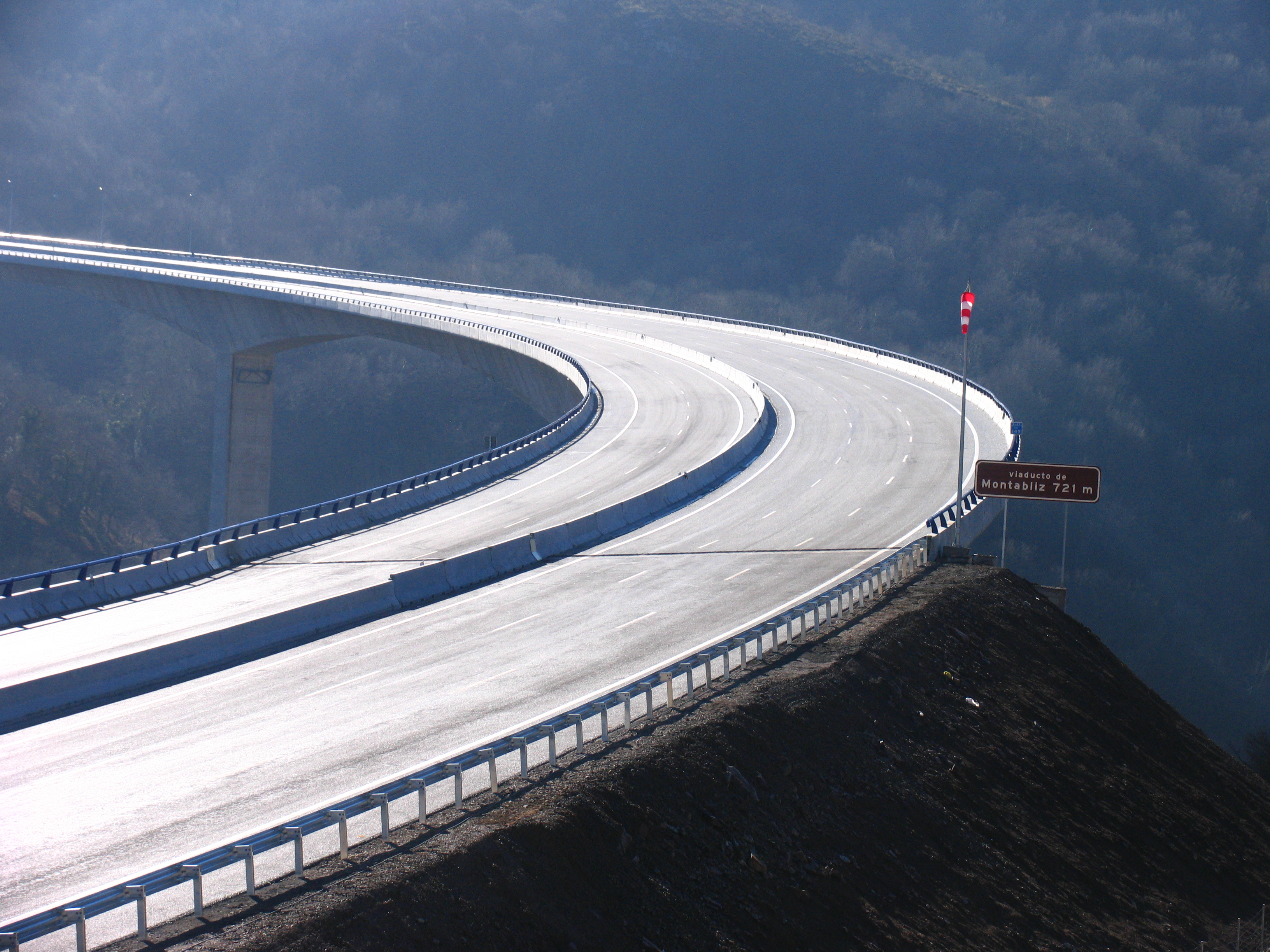
Viaducto de Montabliz.
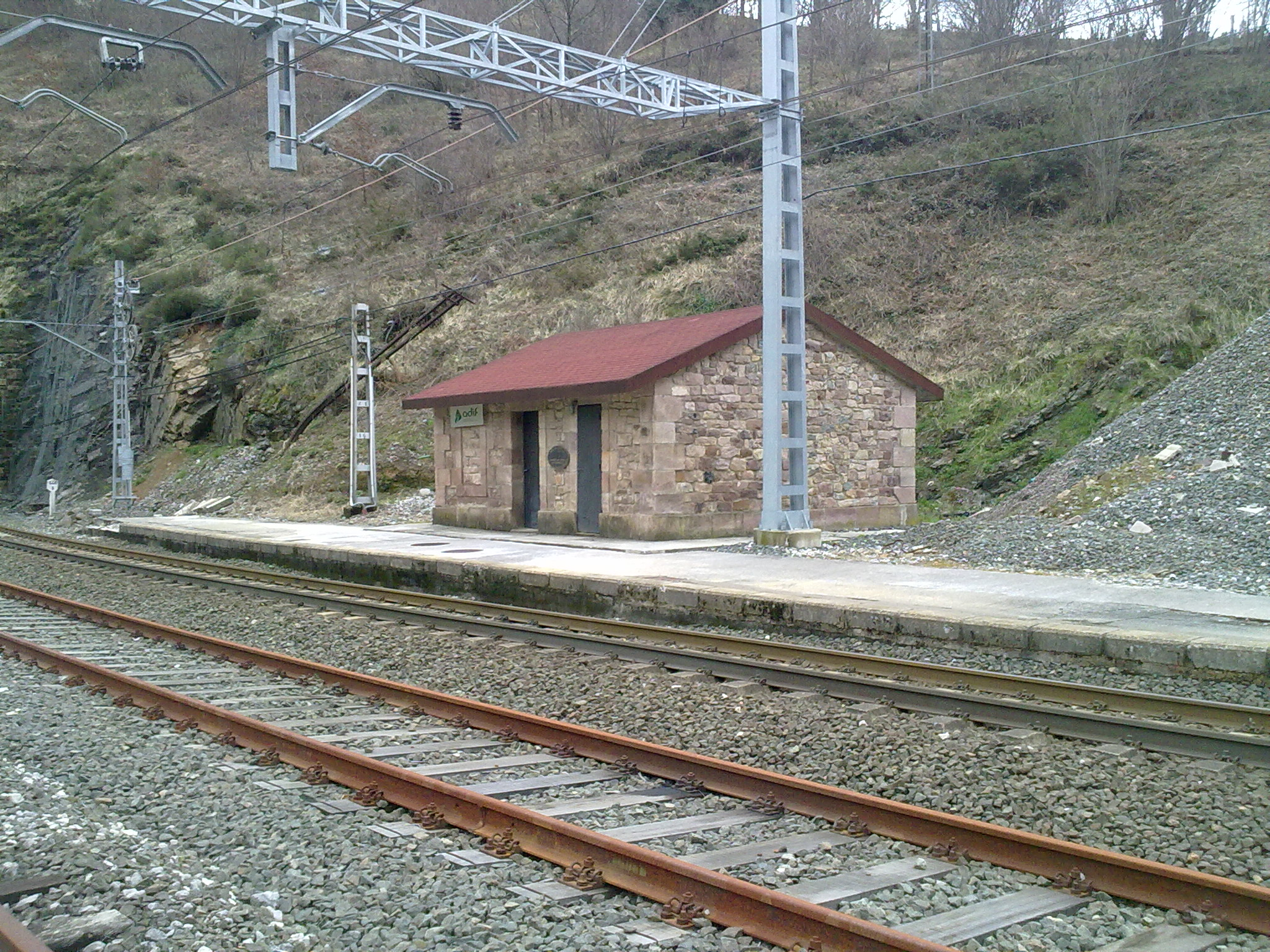
Estación de Montabliz.

- Datos: Q6022171
- Multimedia: Montabliz / Q6022171